# Веретенников, Виктор Александрович
Виктор Александрович Веретенников (укр. Віктор Олександрович Веретенников; 22 августа 1940, Днепропетровск — 15 марта 2023, Днепр) — украинский предприниматель, писатель, продюсер и политический деятель, депутат Верховной рады Украины I созыва (1990—1994). Заслуженный деятель искусств Украины (2009).

## Биография
Родился 22 августа 1940 года в Днепропетровске в рабочей семье.
С 1955 года учился в Днепропетровском железнодорожном техникуме, позднее окончил Днепропетровский горный институт по специальности «инженер-электромеханик».
С 1959 года работал электромонтёром, бригадиром, мастером электромонтажного поезда № 702. С 1961 года проходил службу в Советской армии, с 1964 года был электрослесарем Днепропетровского машиностроительного завода.
С 1966 года был членом КПСС.
С 1965 года работал на Днепропетровском городском молокозаводе старшим инженером-энергетиком, затем главным энергетиком, заместителем директора, с 1976 года был директором Днепропетровского молокозавода № 2.
С 1988 года являлся генеральным директором молочного комбината «Приднепровский», в дальнейшем был президентом акционерной компании «Комбинат Приднепровский», и президентом Украинской корпорации «Детское питание».
В 1990 году в ходе первых альтернативных парламентских выборов в Украинской ССР был выдвинут кандидатом в народные депутаты трудовыми коллективами молочного комбината «Приднепровский», Производственного объединения кондитерской промышленности, винодельческого завода, Производственного объединения пивобезалкогольной промышленности «Днепр» и автопредприятия № 0304, 18 марта 1990 года во втором туре был избран народным депутатом Верховного совета Украинской ССР XII созыва (в дальнейшем — Верховной рады Украины I созыва) от Индустриального избирательного округа № 79 Днепропетровской области, набрал 59,01 % голосов среди 5 кандидатов. В парламенте входил в депутатскую группу «Согласие-Центр», был её руководителем, также входил во фракцию «Новая Украина», был членом комиссии по вопросам экономической реформы и управления народным хозяйством. Депутатские полномочия истекли 10 мая 1994 года.
После окончания депутатских полномочий в 1994 году продолжал заниматься предпринимательской деятельностью. На парламентских выборах 2002 года был избран народным депутатом Верховной рады Украины IV созыва, являлся членом комиссии по вопросам финансов и банковской деятельности, входил во фракцию «Партия промышленников и предпринимателей Украины».
Также Веретенников известен как писатель и продюсер ряда фильмов, является автором книг «Красный лог» (1982), «Песня оленьего урочища» (1984), «Неждано-негаданно» (1987), «Волчий гон» (1992), «Песнь оленьего урочища» (1992), «Беркуты» (1992), «Потерянный рай» (1995), «Дикий табун» (1998), "Куда мчится «Дикий табун» (1998), «Скачки» (2000), «Запороги» (2004), «Заграва» (2010), театральных постановок «Ключевые позиции» (1985), автором инсценизации своего романа «Запороги» (постановка Днепропетровского национального театра им. Т.Шевченко, режиссёр — Лидия Кушковая, (2004)), продюсером художественных фильмов «Потерянный рай» (2000), «Дикий табун» (2003), «Запороги» (2006) и «Заграва» (2011).

## Награды и звания
Виктор Веретенников является членом Национального союза писателей Украины (с 1994 года), Национального союза журналистов Украины (с 1994 года), почётным академиком Международной академии управления и бизнеса (1996).
Имеет ряд государственных наград, в том числе орден «Знак Почёта» (1986), орден князя Ярослава Мудрого V степени (2005), орден «За заслуги» III степени (2002).
Также имеет ряд международных творческих наград: золотая медаль «Александра Довженко» за заслуги в развитии литературы, телевидения и кино за роман и фильм «Потерянный рай» (2001), золотая медаль «Леси Украинки» за большой вклад в развитие телевидения и кино, повышение их роли в жизни мирового сообщества за роман и фильм «Дикий табун» (2003), золотая медаль «Антона Чехова» за большой вклад в развитие мировой литературы и кино. 11 сентября 2009 года за литературную деятельность и развитие украинского кинематографа Виктору Веретенникову присвоено звание «Заслуженный деятель искусств Украины».
Почётный гражданин Днепропетровска (2012).

## Семья
Женат, имеет двоих детей.